# Habropoda excellens
Habropoda excellens är en biart som först beskrevs av Timberlake 1962.  Habropoda excellens ingår i släktet Habropoda och familjen långtungebin. Inga underarter finns listade i Catalogue of Life.